# Cercospora rhamni
Cercospora rhamni är en svampart som beskrevs av Fuckel 1865. Cercospora rhamni ingår i släktet Cercospora och familjen Mycosphaerellaceae.   Inga underarter finns listade i Catalogue of Life.